# Bisdom Grajaú
Het bisdom Grajaú (Latijn: Dioecesis Graiahuensis) is een rooms-katholiek bisdom met als zetel Grajaú, in Brazilië. Het bisdom is suffragaan aan het aartsbisdom São Luís do Maranhão.

## Geschiedenis
Het bisdom werd opgericht op 10 februari 1922, als de territoriale prelatuur São José do Grajaú, uit delen van het aartsbisdom São Luís do Maranhão. Op 4 augustus 1981 werd het verheven tot bisdom. Op 9 oktober 1984 veranderde het van naam naar bisdom Grajaú. 

## Parochies
Het bisdom had in 2021 een oppervlakte van 38.742 km2 en telde 479.740 inwoners waarvan 70,3% rooms-katholiek was.

## Bisschoppen
- Roberto de Castellanza (apostolisch administrator: 1922 - 1924)

- Roberto Julio Colombo (18 december 1924 - 8 november 1927)
- Emiliano Giuseppe Lonati (10 januari 1930 - 19 februari 1966)
- Adolfo Luís Bossi (19 februari 1966 - 22 augustus 1970; coadjutor sinds 18 juni 1958)
- Valentino Giacomo Lazzeri (18 mei 1971 - 6 januari 1983)
- Tarcísio Sebastião Batista Lopes (4 april 1984 - 19 december 1986)
- Serafino Faustino Spreafico (13 mei 1987 - 2 november 1995)
- Franco Cuter (21 januari 1998 - 7 december 2016)
- Rubival Cabral Britto (7 december 2016 - heden)

São Luís do Maranhão (aartsbisdom) · Bacabal · Balsas · Brejo · Carolina · Caxias do Maranhão · Coroatá · Grajaú · Imperatriz · Pinheiro · Viana · Zé Doca